# Videomedia
Videomedia fue una productora española de programas de televisión y publicidad.
En 1982 aún no había cadenas privadas en España, pero los fundadores asumían que tarde o temprano la situación cambiaría, y que en aquel momento TVE necesitaba producción ajena. Así, aquel año fundaron Videomedia, y sus predicciones se cumplieron. Con el tiempo expandieron sus negocios, y también producen programas en Portugal e Italia.
Videomedia también proporciona servicios audiovisuales: salas de edición, platós, etc. A la productora pertenece Ideafilm, dedicada al cine publicitario. Por último, Tarántula es una asesora de imagen, especializada en presentadores de televisión.
Desde 2005, forma parte del Grupo Vocento, que compró el 30% de la sociedad. Videomedia, junto con BocaBoca y Europroducciones están ahora en el mismo grupo. Actualmente es la cuarta productora por facturación en España.
Videomedia es la productora de Hospital Central, El Precio Justo o Lo que necesitas es amor, programas que han marcado un hito en la televisión española.
Actualmente su actividad se centra en la producción de series de ficción, aunque tienen amplia experiencia en la producción de concursos, magazines y canales temáticos. Tras el final definitivo de la serie Hospital Central en el año 2012 la productora vio extremadamente reducida su productividad, dejando la actividad de forma definitiva en el 2014.

## Series
- Dirígeme (Neox, 2009)
- 18, la serie (Antena 3, 2008)
- MIR (Telecinco, 2007-2008)
- RIS Científica (Telecinco, 2007)
- Si yo fuera tu (Antena 3, 2007)
- Corta-T (Cuatro, 2005-2006)
- Ke No! (Cuatro), 2005-2006)
- Lobos (Antena 3, 2005)
- 7 Días al Desnudo (Cuatro), 2005)
- Popstars (Telecinco, 2002)
- Hospital Central (Telecinco, 2000-2012: 2023-presente)
- CanalOne (Digital +, 1998)
- Vietnam, Vida tras la muerte (La 2, 1998)
- Hermanas (Telecinco, 1997-1998)
- La Otra Familia (Telemadrid, 1996)

## Programas
- Juntos (Telecinco, 2011)
- Somos la Eñe (Antena 3, 2007)
- Si yo fuera tú (Antena 3)
- Sorpresa, Sorpresa (Antena 3, 1996-1997-1998-1999-2007)
- Como La Vida (Antena 3, 2003-2004)
- El Lugar del Crimen (Antena 3, 2000)
- Hoy En Casa (Telecinco, 1998)
- Curso del 99 (La 1, 1999)
- Lo que hay que ver (Telecinco, 1997-1998)
- Número Uno (Telecinco, 1995)
- La noche prohibida (Antena 3, 1996)
- Lo que necesitas es amor (Antena 3, 1993-1999)

## TV Movies
- Alfonso, el príncipe maldito, (Telecinco, 2010)
- El pacto, (Telecinco, 2010)

## Enlaces
- Sitio web oficial

- Datos: Q6161768